# Arquebusier-Regiment Dampierre

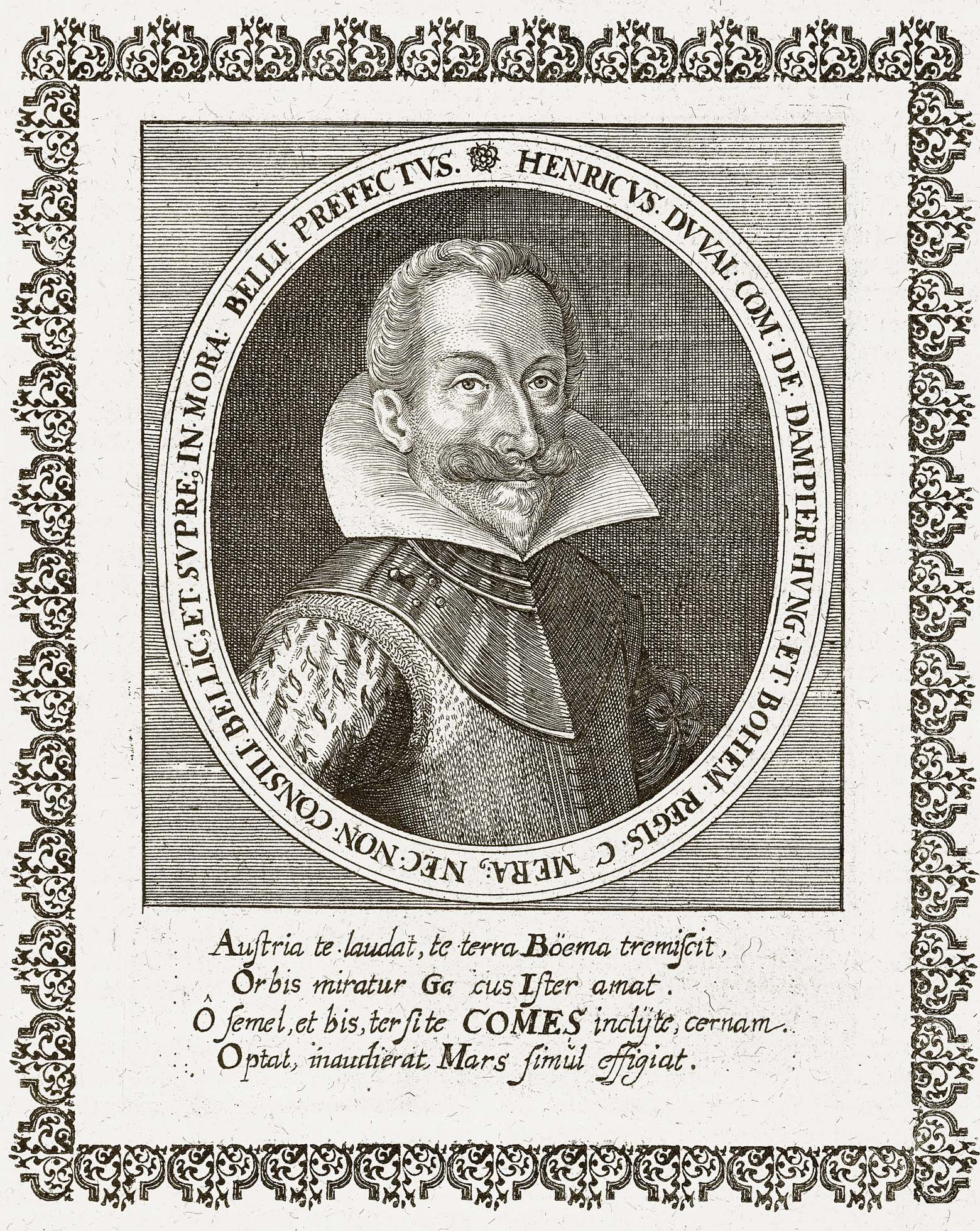
Der erste Regimentsinhaber, Graf von Dampierre.

Das Arquebusier-Regiment Dampierre war ein Infanterieverband der kaiserlichen Armee. Erster Regimentsinhaber war 1616 der Obristwachtmeister zu Feld über alles Kriegsvolk zu Roß, Heinrich Duval Graf von Dampierre.
Der Versuch niederösterreichischen protestantischen Stände im Jahre 1619 mit der so genannten Sturmpetition von Kaiser Ferdinand II. in der Wiener Hofburg Zugeständnisse zu erreichen konnte von einem, unter dem Arsenal-Commandanten Obrist Gilbert de Saint-Hilaire von Krems per Schiff nach Wien eilenden Detachement unterbunden werden. Es handelte sich dabei um drei Fähnlein des Arquebusier-Regiments Dampierre sowie um eine Abteilung des „Dampierre'schen Reiterregiments“. Am 5. Juni 1619 drangen diese durch das Fischertor in die Residenz ein und brachten die eingeschüchterten Protestanten durch ihre bloße Anwesenheit dazu, das Vorhaben aufzugeben.
Dafür wurden dem Regiment die folgenden Privilegien gewährt:

„Das Regiment darf in Dienstfällen unter Trompetenschall und mit fliegenden Estandarten durch die k. k. Hofburg und in die Reichshaupt- und Residenzstadt Wien marschieren, auch auf dem kaiserlichen Hofburgplatze (Franzensplatze) sich aufstellen und durch drei Tage allda für die freie Werbung den Werbetisch aufschlagen. Von dem Regimente wird dann vor der dem Regiments Kommandanten in der Hofburg pro-forma einzuräumenden Wohnung, wohin die Regiments Estandarten zu bringen sind, die Wache bezogen und dem jeweiligen Regiments Kommandanten ist bei solcher Gelegenheit gestattet, unangemeldet in voller Rüstung vor Sr. Majestät dem Kaiser zu erscheinen.
Das Regiment hat auch die Versicherung, niemals reduciert oder aufgelöset zu werden, so lange es fortfahren wird, den bisherigen Ruhm zu behaupten, und endlich die Auszeichnung, dass kein Mann des Regimentes wegen Verbrechen, worauf die Todesstrafe gesetzt ist, in demselben hingerichtet, sondern in solchen Fällen der Schuldige zur Vollziehung solcher Strafe jederzeit zu einem anderen Regimente abgegeben werde.“

## Formationsgeschichte
- 1616: Laut Bestallung vom 2. September in Innerösterreich in der Stärke von 3 Fähnlein durch Heinrich Duval Graf Dampierre geworben
- 1617: laut Patent vom 24. März auf Kosten von Erzherzog Maximilian auf 5 Fähnlein verstärkt
- 1623: in drei selbständige Fähnlein aufgeteilt (Dampierre, D'Espaigne und Corpes)
- 1624 wurden die beiden ersteren Fähnlein dem „Regiment Strozzi“ eingegliedert, das Regiment hatte damit, entgegen der Zusage des Kaisers „niemals reduciert oder aufgelöset zu werden“ zu diesem Zeitpunkt zu Bestehen aufgehört.

### Regimentsinhaber
- 1616: der Inhaber Heinrich Duval Graf Dampierre
- 1620: Obrist Jacob Graf von Dampierre, Freiherr von Mondroville

### Regiments-Kommandanten
- 1616: der Inhaber Heinrich Duval Graf Dampierre
- 1619: Obristlieutenant Jacob Graf von Dampierre
- 1620: derselbe als Obrist-Inhaber

## Gefechtskalender
- Friauler Krieg
- 1616: Das Regiment zeichnete sich in Gefechten bei Lucinise, Gradisca und Rubia aus.
- Dreißigjähriger Krieg
- 1618: Kämpfe in Böhmen mit Gefechten vor Neuhaus und Pilgrams
- 1619: Gefechte bei der Belagerung von Wien durch die Böhmen unter Heinrich Matthias von Thurn und bei Ulrichskirchen
- 1620: Teilnahme an der Schlacht am Weißen Berg
- 1621: Kämpfe an der Festung Neuhäusel und bei Gutta
- 1622: Dislozierung des Regiments in Niederösterreich

## Gefallene höhere Offiziere
- 1620: Der Regimentsinhaber, Obristwachtmeister Dampierre ist beim Handstreich auf die Festung von   Preßburg gefallen.